# Julio Pérez
Julio Gervasio Pérez Gutiérrez (19. červen 1926, Montevideo – 22. září 2002) byl uruguayský fotbalista. Nastupoval především na postu útočníka.
S uruguayskou reprezentací vyhrál mistrovství světa roku 1950. Na vítězném šampionátu nastoupil ke všem čtyřem utkáním a vstřelil jeden gól, v zápase základní skupiny D proti Bolívii, když v 78. minutě zvyšoval na 7:0 (Uruguay nakonec vyhrála 8:0). Hrál i na světovém mistrovství roku 1954, kde Uruguayci skončili čtvrtí. V národním týmu působil v letech 1947–1956 a celkem za něj odehrál 22 utkání, v nichž vstřelil 8 branek.
S Nacionalem Montevideo se stal čtyřikrát mistrem Uruguaye (1950, 1952, 1955, 1956).